# The Global Experience
The Global Experience (trước đây Solar Net International) là một tổ chức phi chính phủ quốc tế với các dự án giáo dục toàn cầu và phát triển bền vững.

## Lịch sử
Vào năm 2005, 1 nhóm sinh viên và giáo viên từ trường trung học Schiller tại Münster đã thành lập Solar Net International e.V với mục tiêu hỗ trợ giao lưu đa văn hóa giữa những người trẻ tuổi ở mọi nơi trên thế giới.
Năm 2006, tổ chức đã nhận được giải thưởng "North-South Award" do thành phố Münster trao tặng. Kể từ đó cho đến năm 2011, tổ chức đã có gần 8000 thành viên ở hơn 160 quốc gia. Quyết định đi đến việc đổi tên thành The Global Experience nhằm tập trung mạnh hơn vào các mục tiêu chính của tổ chức, đó là nâng cao các kinh nghiệm học tập và giao lưu đa văn hóa trên toàn cầu.

## Website
Năm 2006, tổ chức đã mở một diễn đàn trực tuyến cho phép thành viên viết những bài chia sẻ về cuộc sống hàng ngày tại đất nước của họ. Thông qua các video dạy ngôn ngữ trên YouTube, diễn đàn đã ngày càng phát triển mạnh mẽ.
Năm 2011, diễn đàn đã được trao giải thưởng World Summit Youth Award (Giải thưởng Hội nghị thượng đỉnh Thanh niên thế giới) với những dự án mang tính thực tiễn trong nỗ lực nhằm đạt được các mục tiêu phát triển Thiên niên kỷ (MDGs) của Liên Hợp Quốc.

## Dự án
The Global Experience tập trung phát triển và hỗ trợ các dự án trong lĩnh vực giáo dục phát triển bền vững và học tập giao lưu đa văn hóa. Bên cạnh đó, các nhóm tình nguyện viên ở những nước đối tác cũng có thể tự xây dựng các dự án riêng để cải thiện và tiếp cận nền giáo dục trong các cộng đồng địa phương của họ như Ba Lan, Bỉ, Colombia, Việt Nam và Zimbabwe.
Từ năm 2007, hàng năm The Global Experience đều tổ chức một đại hội thanh niên quốc tế và mời các thành viên trẻ từ khắp nơi trên thế giới tới Đức để phát triển các dự án của tổ chức.
Trong mùa hè năm 2011, The Global Experience đã phát động một dự án mới dưới tên gọi "International Reporters". Tại website: www.internationalreporters.org có thể thấy một đội ngũ biên tập viên quốc tế bao gồm các sinh viên từ 20 quốc gia với các bài báo về vấn đề nhận thức văn hóa, phát triển bền vững và sự thay đổi của xã hội. Dự án này đã được công nhận vào tháng 11 năm 2011 như một dự án mang tính thực tiễn tốt nhất cho giáo dục phát triển bền vững tại Đức.

## Công nhận và giải thưởng
Kể từ khi thành lập, tổ chức đã đạt được nhiều giải thưởng quốc tế quan trọng như:
- The North-South Prize (giải thưởng Bắc-Nam) của thành phố Münster 2006
- 'UNICEF Junior Ambassador (Đại sứ Thanh thiếu niên UNICEF) [1] 2007
- The Dieter Baacke Preis (Prize) 2008
- Dự án chính thức của Liên Hợp Quốc về Giáo dục Phát triển Bền Vững tại Đức vào năm 2009/2010 và 2010/2011[2]
- World Summit Youth Award 2011 với mục "Create your Culture" (Giải thưởng Hội nghị thượng đỉnh Thanh niên thế giới 2011 với mục "Tạo Văn hóa của bạn") [3]